# Archibald Lampman

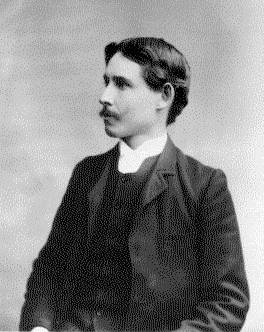
Archibald Lampman (1889)

Archibald Lampman (* 17. November 1861 in Morpeth/Ontario; † 10. Februar 1899 in Ottawa) war ein kanadischer Lyriker.
Am 13. Oktober 1920 ehrte die kanadische Regierung, vertreten durch den für das Historic Sites and Monuments Board of Canada zuständigen Minister, Archibald Lampman und erklärte ihn, zeitgleich mit Pierre Gaultier de La Vérendrye, zur ersten „Person von nationaler historischer Bedeutung“.

## Leben
Der Sohn eines anglikanischen Pfarrers besuchte die Trinity College School in Port Hope und das Trinity College in Toronto, das er 1882 als Bachelor abschloss. Nach einer kurzen Zeit als Lehrer fand er 1883 eine Stelle im Post Office Department in Ottawa, die er bis zu seinem Tod 1899 innehatte.
Seine ersten Gedichte veröffentlichte Lampman im College-Magazin Rouge et Noir, später auch in der Zeitschrift The Week, Atlantic Monthley, Harper’s und Scribner’s. Da er keinen Verleger fand, veröffentlichte er seinen ersten Gedichtband Among the Millet 1888 im Eigenverlag. Mit Duncan Campbell Scott und William Wilfred Campbell verfasste er 1892/93 wöchentliche Kolumnen unter dem Titel At the Mermaid Inn für die Zeitschrift Globe. Für seinen zweiten Gedichtband Lyrics of Earth (1895) fand er einen Verleger in Boston. Das Erscheinen der dritten Sammlung Alcyone and Other Poems wurde durch Lampmans frühen Tod verhindert. Sie kursierte nur in wenigen Kopien, und ihr Inhalt wurde von seinem Freund Scott in den Band The Poems of Archibald Lampman (1900) aufgenommen.
Neben Charles G.D. Roberts (1860–1943), Bliss Carman (1861–1929), und Duncan Campbell Scott (1862–1947) wird Lampman den Confederation Poets (oder auch „Confederation Group“) gerechnet, einer Gruppe von Lyrikern, die zur Zeit der Gründung des Staates Kanada, also um 1860, geboren wurden (Zu ihnen werden zuweilen auch William Wilfred Campbell (1860–1918) und Frederick George Scott (1861–1944), Francis Joseph Sherman (1871–1926), Pauline Johnson (1861–1913), George Frederick Cameron (1854–1885) und Isabella Valancy Crawford (1850–1887) gezählt) und deren Werk das von der Konföderation inspirierte nationale Bewusstsein zum Ausdruck brachte.
Die Town Lampman in der Provinz Saskatchewan wurde nach dem Dichter benannt.

## Werke
- Fairy Tales, 1885
- Among the Millet, and Other Poems, 1888
- Lyrics of Earth, 1895
- Alcyone, 1899
- Essays and Reviews, 1880–96